# Gilf el-Kebir
Koordinaten: 23° 26′ N, 25° 50′ O

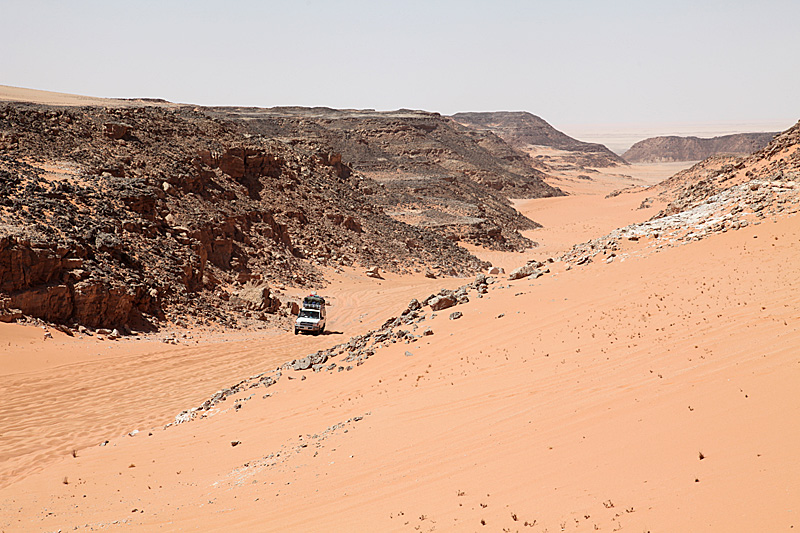
’Aqaba-Pass

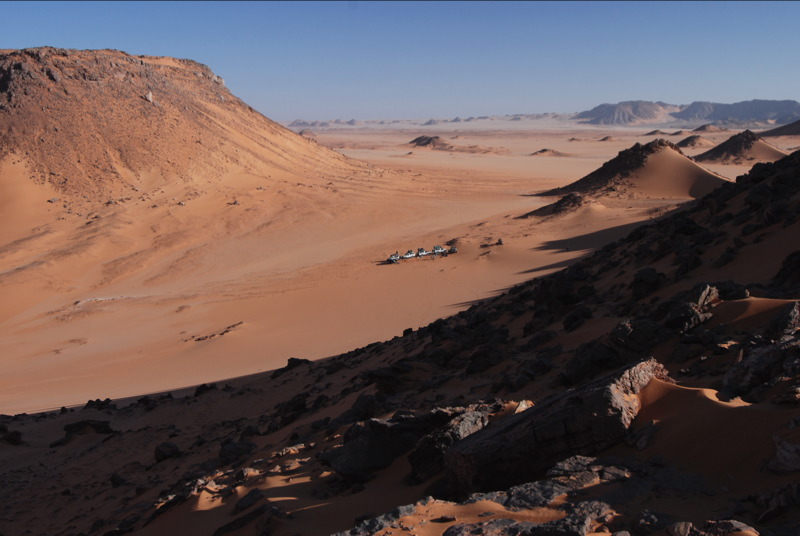
Die zerklüftete Oberfläche des Gilf el-Kebir-Plateaus in Südägypten.

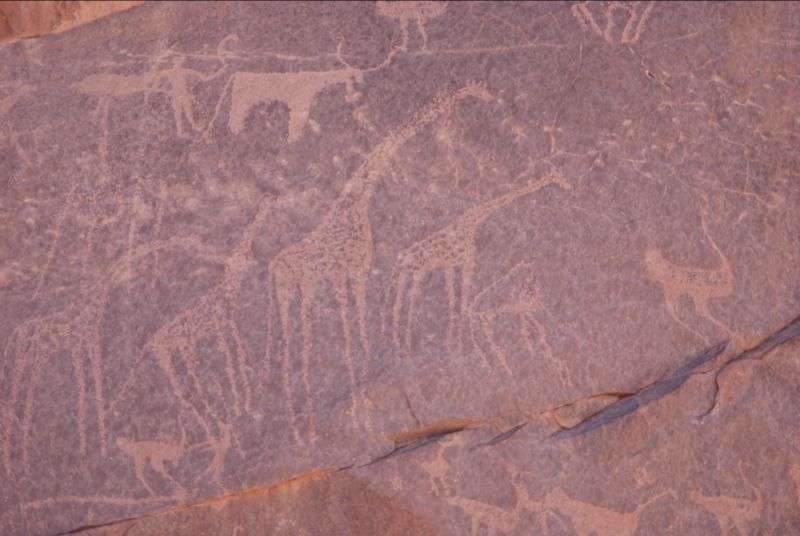
Antike Felsritzungen mit den Motiven Giraffen, Straußen, und Langhorn-Vieh in der Region Gilf el-Kebir, Ägypten.

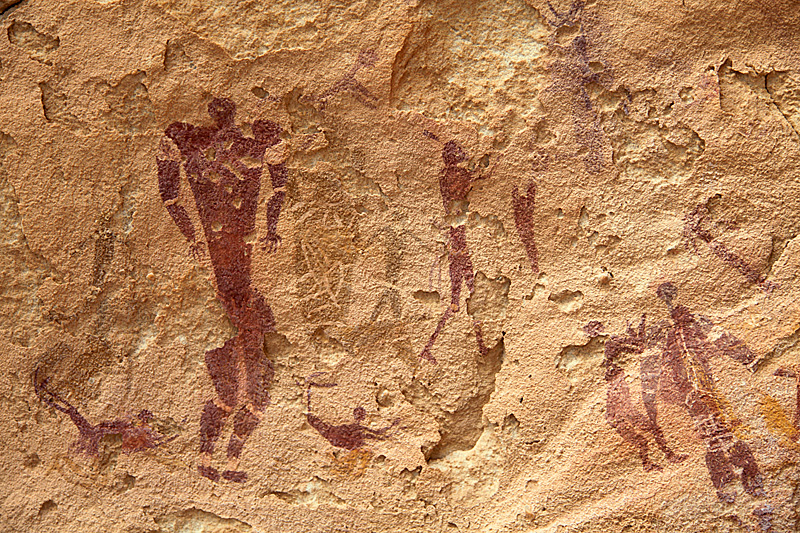
Menschen- und Schwimmerdarstellungen in der Schwimmerhöhle, Wadi Sura

Das Gilf el-Kebir (auch Die Große Barriere; arabisch الجلف الكبير, DMG al-Ǧilfu l-kabīr) ist ein sandsteinummanteltes Basalt-Hochplateau im äußersten Südwesten Ägyptens an der Grenze zu Libyen. Das menschenleere Gebiet ragt ungefähr 300 Meter über die umliegende Wüste empor und erstreckt sich über 15.770 Quadratkilometer. Das Gilf el-Kebir besteht aus zwei Teilen, dem Abu-Ras-Plateau im Nordwesten und dem Kamal-al-Din-Plateau im Südosten. Getrennt werden die Plateaus durch den ’Aqaba-Pass und das Wada ’Assib. Im Südosten des Plateaus dominieren massive Felsformationen und tief eingeschnittene Wadis. Der nördliche Teil des Plateaus ist dabei deutlich zerklüfteter, was auf die auszehrenden Kräfte des Sandes des sich nördlich anschließenden Großen Sandmeeres zurückzuführen ist. Die Wadis sind hier besonders breit.
Das Gilf el-Kebir besticht durch seine schroffe Szenerie, seine Entlegenheit und seine geologische Bedeutung. Das Gebiet ist geprägt von Vulkanismus, Tektonik und Erosion. Während der Feuchtphasen der Sahara gab es Wälder und Viehnomaden. Zur Jagd bediente man sich verschiedener Steinwerkzeuge, die man noch heute finden kann. Vom Plateau entwässerten einst mächtige Flüsse durch lange Wadis in die Ebenen. Eine Aridisierung der Region setzte erst spät ein.
Verwaltungsmäßig gehört das Gebiet wie der gesamte unbewohnte Südwesten Ägyptens zum Bezirk (markaz) Dachla des Gouvernements (muḥāfaẓat) al-Wadi al-dschadid (übersetzt Neues Tal).

## Geschichte
In prähistorischer Zeit waren die Wadis des Gilf el-Kebir noch besiedelt.

### Erforschungsgeschichte
Die Bergformationen des Gilf el-Kebir fielen in den Jahren 1909 und 1911 erstmals dem Forscher W. J. Harding-King auf.
1917 bekam der Wüstenforscher John Ball die Region zu Gesicht. Ihm folgte 1918 ein gewisser Lieutenant Moore.
Die erste kartografische Teilerfassung erfolgte 1923–1926 durch den ägyptischen Forscher Prinz Kamal al-Din Hussein.
Der ungarische Saharaforscher und Entdecker Ladislaus Eduard Almásy erkundete zusammen mit drei Briten, Sir Robert Clayton-East-Clayton, Kommandant Hubert Jones Penderel und dem Vermesser Patrick Clayton in den Jahren 1932/1933 erstmals verschiedene vegetationsreiche Wadis des Plateaus, deren Erforschung später weitere Forschergruppen anzog. Almásy fand 1933 auch die prähistorischen Felsbilder von Säugetieren und schwimmenden Menschen. Bereits bei den ersten Erkundungsflügen konnten die Expeditionsmitglieder Sir Robert Clayton-East-Clayton und Hubert Jones Penderel nahezu runde, kraterähnliche Hügel, deren Charakter nur aus der Luft erkennbar ist, die sogenannten Clayton-Krater (N25°22’ E25°24’ und N22°30' E25°54'), entdecken. Die Krater sind vulkanischen Ursprungs.
1938 vermaß der britische Ingenieur und Saharadurchquerer Ralph Alger Bagnold die Gegend. Der Gründer und erste Kommandeur der Long Range Desert Group der British Army im Zweiten Weltkrieg wurde dabei von der Royal Geographical Society, einer Gelehrtengesellschaft, deren Mitglied er war, unterstützt und ausgestattet. Diese hatte es sich zur Aufgabe gemacht, „die mineralische Struktur der Erde zu erforschen“.
Die Abgeschiedenheit der Region ließ eine Vervollständigung des Kartenwerks erst in den 1970er Jahren zu. Als ebenfalls in diesen Jahren die NASA nach einer Landschaft auf der Erde suchte, die den für wissenschaftliche Zwecke gefertigten Marsfotos vergleichbar wäre, stellte man fest, dass das Gilf el-Kebir diesen Erwartungen am nächsten kam. Auf Basis von Satellitenbildern wurden 1977 Karten für das russische Militär erstellt.
2002 entdeckte der Italiener Jacopo Foggini einen Felsüberhang, der zwar nach ihm Foggini-Mestekawi Cave benannt wurde, besser allerdings bekannt wurde als New Cave oder Cave of the Beasts. Sie ist die größte mit Felsmalereien ausgestaltete Höhle des Gilf el-Kebir. Zu den Darstellungen gehören Jagdszenen, Tiere wie Giraffen, Steinböcke und Gazellen sowie mehrere kopflose Tiergestalten – möglicherweise mythische Wesen. Die Darbietungen von Handumrissen ziehen sich über den gesamten Wandbereich hin.

### Petroglyphen
Die berühmtesten prähistorischen Felsmalereien und -gravuren sind im Wadi Sura anzutreffen. Besonders spektakulär sind die Höhle der Bestien und die Höhle der Schwimmer. Letztere wurde vom Forscher Ladislaus Almásy entdeckt (heute zwar verfremdet, aber besser bekannt als Der englische Patient nach einer Novelle des kanadischen Romanautors Michael Ondaatje). Zumeist werden Menschen dargestellt. Manche dieser Menschen scheinen zu schwimmen (in Gruppen), was auf die frühere hohe Fruchtbarkeit der Region und auf Seenlandschaften schließen lässt. Weitere Motive sind Giraffen, Strauße und Hunde.

## Die Wadis
Die Wadis des Gilf el-Kebir sind vielzahlig und sehr verschiedenartig.
- Ein besonders beeindruckendes Wadi ist das Wadi Hamra (= Rotes Tal), das mit seinem roten Sand gegen die schwarze Felsenlandschaft kontrastiert. Das Wadi kerbt sich tief in das Hochplateau ein und gliedert sich in nordöstlicher Verlaufsrichtung in drei getrennte Täler auf.[16] Es finden sich auch Akazien und mindestens drei Petroglyphen. Eines davon zeigt höchstwahrscheinlich drei Rhinozerosse. Noch in den 1930er Jahren war das Wadi begrünt, und die Tebu-Beduinen konnten dort ihre Tiere, zum Beispiel Kamele und Rinder, weiden lassen.[11]
- Im Wadi Sura, auch Wadi Sora (Tal der Bilder) (وادي صورة) liegen die Höhle der Schwimmer und die Höhle der Bogenschützen.[17]
- In der Nähe befindet sich die erst 2002 entdeckte Höhle der Bestien (Foggini-Mistikawi-Höhle).
- Im Wadi Abd al-Malik ist Vegetation anzutreffen.
- Überreste von Lastkraftwagen und Autos der Long Range Desert Group sowie ein aufgelassener Armee-Laster aus dem Zweiten Weltkrieg (letzterer heute im Al Alamein-Museum) beeindruck(t)en im Wadi Dayyiq (وادى الضيق).
- Weitere Wadis im Kamal-ed-Din-Plateau sind das Wadi al-Bacht[18] (وادى البخت) und das Wadi Wasʿ (وادى واسع).

Weitere Wadis im Kamal-ed-Din-Plateau:
- Wadi al-Achdar[19] وادى الأخضر
- Wadi Firaq وادى فراق
- Wadi al-Gazayir وادى الجزائر
- Wadi Maftuh وادى مفتوح
- Wadi Maschi وادى مشى

Die traditionelle Auffahrt auf das Plateau wird über den knapp 60 km östlich vom Wadi Sura gelegenen Aqaba-Pass (N23°24,46’ E25°41,91’) bewältigt. Der Pass wurde 1932 von Penderel entdeckt und „Gap“ genannt. Von Almásy stammt die Bezeichnung 'Aqaba-Pass „steiler Anstieg“. Als Abfahrten gelten das Wadi 'Abd el-Malik oder auch das Wadi Hamra nach Norden.

## Gilf el-Kebir-Nationalpark

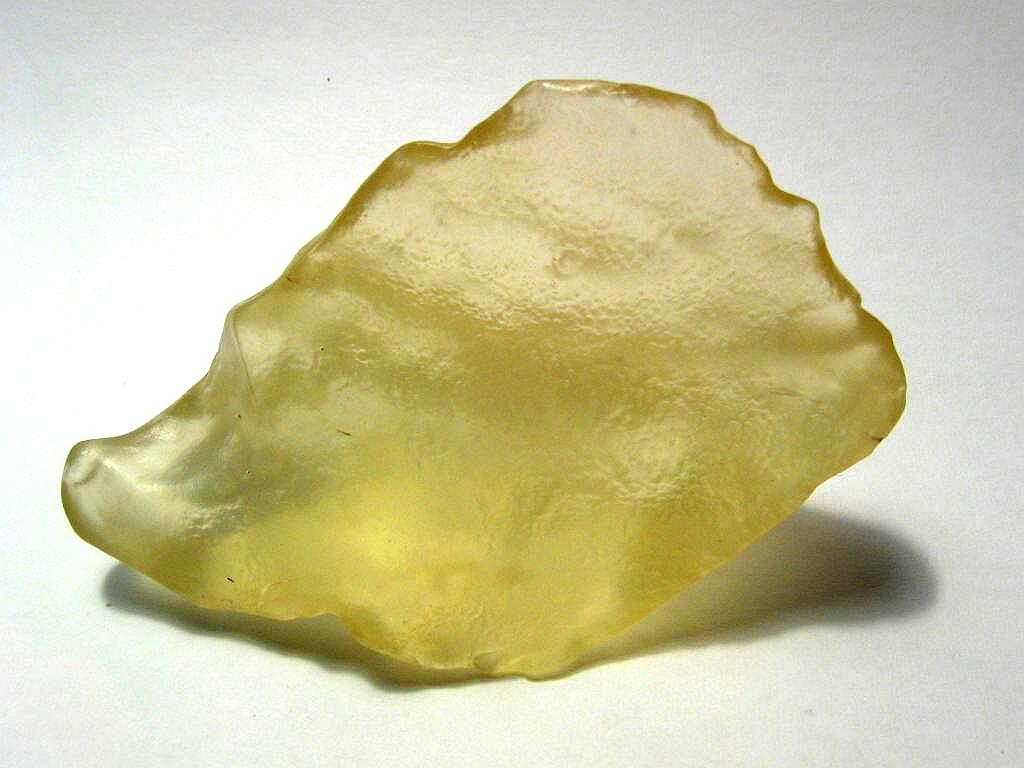
Libysches Wüstenglas

Das Gilf el-Kebir-Hochplateau ist Bestandteil des gleichnamigen Nationalparks, zu dem auch das Große Sandmeer, das Massiv des Jabal Arkanu und das Gabal Uwainat-Massiv gehören. Im großen Sandmeer liegt das Silica Glasfeld. Hier findet sich das einmalige Libysche Wüstenglas, dessen Entstehung noch umstritten ist. Es wurden sowohl ein Meteoriteneinschlag (Impaktit-Gläser), von dem es aber keine Spuren gibt, als auch eine hydrovulkanische Explosion, bei der SiO2-Gel an die Erdoberfläche gelangte, diskutiert. Vornehmlich auf sudanesischem und auf libyschem Grenzterrain befindet sich der 1934 Meter hohe Gabal Uwainat. Insgesamt umfasst der Park eine Fläche von 48.523 Quadratkilometern.